# Una storia moderna: l'ape regina

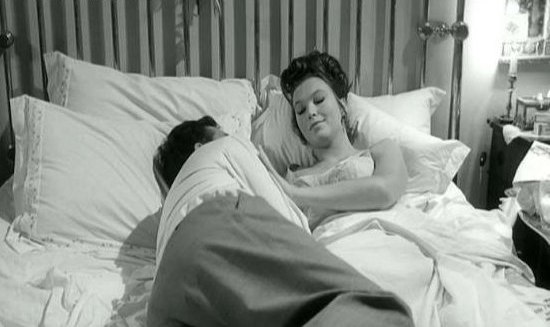
Escena de Una storia moderna: l'ape regina

Una storia moderna: l'ape regina, conocida también como L'ape regina (en español: La abeja reina), es una película italiana coproducida con Francia de 1963 de género comedia, dirigida por Marco Ferreri. La película fue nominada a la Palma de Oro en el Festival de Cannes y Marina Vlady, que la protagonizó junto a Ugo Tognazzi y Walter Giller, se llevó el Premio a Mejor Actriz.

## Sinopsis
Un hombre burgués mayor de edad se casa con una joven virgen, católica y pariente de un sacerdote, cuyo deseo es exclusivamente el de tener un hijo. Para ello agotará sexualmente al marido, cuya vida acabará de forma trágica, hasta conseguir su propósito.

## Reparto
- Ugo Tognazzi como Alfonso.
- Marina Vlady como Regina.
- Walter Giller como el Padre Bariaco.
- Linda Sini como la madre superiora.
- Riccardo Fellini como Riccardo.
- Igi Polidoro como Igi.
- Nino Vingelli
- Achille Majeroni como la tía Mafalda.

## Comentarios
Los críticos llegaron a considerarla como una fábula grotesca sobre la familia y el matrimonio, y anticlerical y atea, que suscitó las iras del Vaticano en su momento. Hasta tal punto se caldearon los ánimos que la cinta fue secuestrada por las autoridades italianas y le fueron impuestos una serie de cortes, modificaciones importantes en sus diálogos e incluso un cambio de título que la convirtió en Una storia moderna: l’ape regina.

## Reconocimiento
- 1962: Festival de Cannes: Mejor actriz (Marina Vlady). Nominada a la Palma de Oro.
- 1963: Globos de Oro: Nominada a la mejor actriz dramática (Marina Vlady)[3]